# 锡茶11号
锡茶11号，是江苏省无锡市茶叶品种研究所（2006年改为江苏省茶叶研究所）研发推广的一种茶叶品种、中国国家级茶树良种。

## 特点
锡茶11号为无性生殖系品种。小乔木型、中叶类、中生种。1974年至1987年，无锡市茶叶品种研究所在云南大叶茶实生后代中采用单株育种法，在江苏无锡、宜兴、仪征有栽培，此外安徽、湖南、山东、河南等地开始引种。1987年获得“江苏省茶树良种”荣誉。1994年，锡茶11号通过全国农作物品种审定委员会审定（编号GS13006-1994）。其植株植株适中，树姿半开张，叶形为椭圆，叶芽绒毛中等。适制红茶、绿茶，其抗寒性较强。其抗旱力与抗寒力均优于福鼎大白茶。